# Convolvulus euphraticus
Convolvulus euphraticus är en vindeväxtart som beskrevs av Joseph Friedrich Nicolaus Bornmüller. Convolvulus euphraticus ingår i släktet vindor, och familjen vindeväxter. Inga underarter finns listade i Catalogue of Life.